# Tipula (Eumicrotipula) hylonympha
Tipula (Eumicrotipula) hylonympha is een tweevleugelige uit de familie langpootmuggen (Tipulidae). De soort komt voor in het Neotropisch gebied.